# Daniel Hourcade
Daniel Hourcade (San Miguel de Tucumán, 7 giugno 1958) è un ex rugbista a 15 e allenatore di rugby a 15 argentino, dal 2013 al 2018 tecnico della Nazionale argentina. Nel 2024 ha ricoperto il ruolo di commissario tecnico della Nazionale portoghese.

## Biografia
Argentino nato a Tucumán in una famiglia di origine francese, Daniel Hourcade iniziò con il rugby giocato nel ruolo di mediano di mischia.
Proveniente dall'Universitario Rugby Club, squadra della sua città natale, Hourcade iniziò ad allenare intorno ai 23 anni, come giocatore-allenatore in seconda di tale club.
Nel 1993 divenne allenatore capo dell'Universitario, incarico tenuto fino a tutto il 2001, per poi assumere la guida della Nazionale argentina Under-21 e, a seguire, la Nazionale maggiore a sette prima di trasferirsi in Portogallo, dove vinse due titoli nazionali con il Grupo Desportivo Direito di Lisbona.
Fu tecnico in seconda del Portogallo alla Coppa del Mondo di rugby 2007 e successivamente allenò la formazione nazionale femminile portoghese a sette; nel 2008 in Francia in Fédérale 1 a Rouen, fece ritorno in ambito federale per assumere la conduzione tecnica dei Pampas XV, squadra argentina che prende parte alla Currie Cup sudafricana; lì rimase fino al 2012 quando si dimise per lasciare il posto a Fabián Turnes e tornare in patria a seguire soltanto l'Argentina "A".
A ottobre 2013, dopo le polemiche dimissioni di Santiago Phelan dalla carica di C.T. dei Pumas, la Federazione argentina affidò in via temporanea la conduzione della squadra a Hourcade in occasione dell'imminente tour in Europa, salvo poi confermarlo fino alla Coppa del Mondo di rugby 2015. Si dimette nel 2018, al suo posto è nominato Mario Ledesma.

## Palmarès

### Allenatore
- Campionati portoghesi: 2
GD Direito: 2004-05, 2005-06
- Vodacom Cup: 1
Pampas XV: 2011